# Daniela Cajías
Daniela Cajías   (La Paz, setembre 1981) és una directora de fotografia boliviana. El 2021 es va convertir en la primera dona en els 35 anys d'història dels Premis Goya a guanyar el premi a millor direcció de fotografia, pel seu treball en la pel·lícula "Las niñas" de Pilar Palomero. El 2021, va rebre el premi a millor fotografia per ‘Las niñas’ als Premis Gaudí.
Nascuda a La Paz, els seus pares, María Eugenia Muñoz i Francisco Cajías, treballaven en el mon audiovisual. El seu pare era un apassionat de la fotografia i tenia un taller de revelat a casa. Després de fer estudis de fotografia a Buenos Aires, Argentina, es va traslladar a l'Escola Internacional de Cinema i Televisió de San Antonio de los Baños, Cuba, on, el 2018, es va graduar en l'especialitat de Direcció de Fotografia.
Desde 2015 resideix a Espanya, sent “Las niñas” la seva primera producció. Ha treballat en produccions brasilenyes com “As duas Irenes” (2017), que va rebre el premi a la millor fotografia al Festival Internacional de Guadalajara, Mèxic; mexicanes com “Después de ti”; i colombianes com “La eterna noche de las doce lunas” (2013), que va guanyar el premi a la millor fotografia al Festival Internacional de Cinema de Costa Rica. A Bolivia va treballar amb Martín Boulocq a “Los viejos”, amb Germán Monje a “Hospital Obrero” i com a ajudant de càmara d'Álex Catalán, director de fotografía a “También la lluvia”. El 2018, va ser seleccionada per representar Espanya en Berlinale Talents.